# 比藏
比藏（法語：Buzan，法語發音：[byzɑ̃]）是法国阿列日省的一个市镇，属于聖日龍區。

## 地理
比藏（42°56'30"N, 0°57'48"E）面积8.55 平方千米，位于法国奧克西塔尼大區阿列日省，该省份为法国西南部内陆省份，西部和北部与上加龙省接壤，东临奥德省，东南至东比利牛斯省接壤，南与安道尔和西班牙接壤。
与比藏接壤的市镇（或旧市镇、城区）包括：欧卡赞、巴拉盖尔、伊拉尔坦、奥尔吉贝、圣让迪卡斯蒂约奈、维勒讷沃、富加龙、于罗。

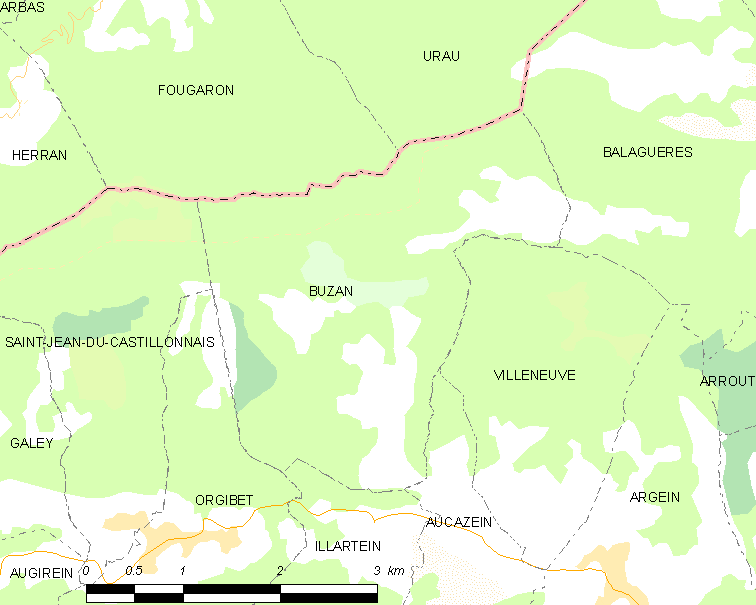
比藏的OSM定位图

比藏的时区为UTC+01:00、UTC+02:00（夏令时）。

## 行政
比藏的邮政编码为09800，INSEE市镇编码为09069。

## 政治
比藏所属的省级选区为库斯朗西县。

## 人口

1962-2008年间比藏人口变化图示

比藏于2022年1月1日时的人口数量为40人。